# Il matrimonio (opera)
Il matrimonio (in russo Женитьба?) è un'opera incompiuta di Modest Petrovič Musorgskij, iniziata nel 1868. Il libretto, con piccoli tagli e modifiche, è tratto dall'opera teatrale omonima di Nikolaj Vasil'evič Gogol' del 1842, una satira incentrata su una giovane donna, Agafija, che viene corteggiata da quattro scapoli, ognuno con le sue eccentricità.

## Storia della composizione
L'idea di mettere in musica Il matrimonio di Gogol' nacque dai consigli e dall'influenza di Aleksandr Dargomyžskij, che aveva iniziato a comporre la sua opera sperimentale Il convitato di pietra, basata sull'omonima tragedia di Aleksandr Puškin, nel 1866. Dargomyžskij decise di mettere in scena il testo teatrale tale e quale, in un'opera senza arie e quasi senza canto di gruppo, ma pressoché interamente formata da recitativi e declamazioni. Nel 1868 Musorgskij iniziò a lavorare a Il matrimonio con l'intento di riprodurre in musica il dialogo e le caratteristiche dei vari personaggi. Il compositore riuscì a completare solamente la partitura vocale del primo atto, prima di disinteressarsi all'opera.
Il matrimonio fu uno dei primi capolavori di Musorgskij: un'opera sperimentale, che utilizzava un linguaggio musicale satirico e grottesco.
L'opera fu in seguito ripresa, completata e orchestrata da vari compositori e musicisti, tra i quali Nikolaj Rimskij-Korsakov, Michail Ippolitov-Ivanov e Aleksandr Čerepnin.

## Trama
L'ozioso scapolo Podkolësin è alla ricerca di una moglie. Nel frattempo conduce una vita disordinata con il suo povero servitore Stepan. Una donna che organizza matrimoni, Fëkla Ivanovna, arriva per descrivergli la ragazza che ha scelto per lui. L'uomo è interessato principalmente alla dote che ne riceverà e allo status sociale della ragazza, che teme non sia sufficientemente elevato per lui. Fëkla gli consiglia di non andare troppo per il sottile, considerata la sua condizione attuale. Inaspettatamente irrompe Kočkarëv, il miglior amico di Podkolësin, che accusa arrabbiato Fëkla di avergli fatto sposare una donna molesta e autoritaria, pertanto la scaccia e decide di occuparsi lui del matrimonio dell'amico. Declama un'immagine idealizzata della vita coniugale, e vuol subito far conoscere una ragazza all'amico riluttante. Ne nasce un litigio tra i due, che termina con Kočkarëv che letteralmente spinge Podkolësin fuori di casa.
Qui ha termine il primo atto.